# Karl Löwith
Karl Löwith (ur. 9 stycznia 1897 w Monachium, zm. 26 maja 1973 w Heidelbergu) – niemiecki filozof, idealista.
Wykładał na uniwersytecie w Marburgu w latach 1928–1936 i w Tokio w latach 1936–1941. Od 1941 do 1952 pracował w USA, a od 1952 na uniwersytecie w Heidelbergu.
Poglądy filozoficzne Löwitha ukształtowały się pod wpływem nietzscheańskiej filozofii życia, fenomenologii późnego Husserla oraz egzystencjalizmu Heideggera.

## Wybrane publikacje
- Kierkegaard und Nietzsche. Frankfurt am Main, 1933.
- Heidegger: Denker in dürftiger Zeit. Stuttgart, 1953.
- Weltgeschichte und Heilsgeschehen, 3rd ed. Zürich [1957].
- Wissen, Glaube und Skepsis [2nd ed.]. Göttingen, 1958.
- Gesammelte Abhandlungen: Zur Kritik der geschichtlichen Existenz. [Stuttgart, 1960.]
- Die Hegelsche Linke. Stuttgart, 1962.
- Gott, Mensch und Welt in der Metaphysik von Descartes bis zu Nietzsche. Göttingen, 1967.

### Artykuły
- Can there be a Christian Gentleman? „Theology Today”, kwiecień 1948.

## W Polsce ukazały się
- Historia powszechna i dzieje zbawienia, Wydawnictwo ANTYK, Kęty 2002.
- Od Hegla do Nietzschego. Rewolucyjny przełom w myśli XIX wieku, wyd. KR, Warszawa 2003.
- Bóg, człowiek i świat w metafizyce od Descartes'a do Nietzschego, Fundacja Augusta hr. Cieszkowskiego, Warszawa 2023